# Agence de presse Trend
 (novembre 2022).
 (novembre 2022).
L'Agence de presse Trend (en azerbaïdjanais: Trend Xəbər Agentliyi) est une société de presse en Azerbaïdjan, dans la région du Caucase et en Asie centrale.

## Histoire
Fondée en 1995 en tant que média privé en Azerbaïdjan, l'agence de presse Trend est un fournisseur de nouvelles dans le Caucase, dans la région caspienne et en Asie centrale. Ilgar Huseynov est le directeur général de l'agence.
L'agence de presse Trend dispose de cinq services d'information: l'azerbaïdjanais, l'anglais, le russe, le turc et le persan. Les services fournissent des informations sur les pays et les régions en mettant davantage l'accent sur les événements en cours dans des langues adaptées aux publics spécifiques.
Des rapports analytiques et des articles de fond mettent en évidence les principaux développements politiques, économiques, énergétiques et les articles financiers du Caucase du Sud, d'Iran, de Turquie et d'Asie centrale.
Les bulletins spécialisés de Trend couvrent des domaines tels que la politique, les affaires, le pétrole et le gaz, le transport et la logistique, la finance et la banque en Azerbaïdjan, en Iran, en Ouzbékistan, au Tadjikistan, au Turkménistan, au Kirghizistan et au Kazakhstan.

## Prix et récompenses
Le ministère azerbaïdjanais de l'Économie a récompensé l'agence de presse Trend pour sa couverture active du potentiel d'exportation du pays.
L'Association des banques azerbaïdjanaises a récompensé l'agence de presse Trend en 2017 comme l'un de ses principaux partenaires médias.
L'agence de presse Trend a été récompensée à plusieurs reprises pour sa contribution au renforcement des relations entre l'Azerbaïdjan et d'autres pays, pour sa couverture active d'événements dans des domaines tels que la culture et l'art, l'économie, le pétrole et le gaz, les banques, les sports, y compris les premiers Jeux européens (2015), ainsi que les Jeux de la solidarité islamique (2017).
L'agence de presse Trend a reçu en 2016, 2017, 2018 le diplôme honorifique du Centre d'information et de culture russe de Bakou «Pour une contribution créative à la couverture et au soutien de la coopération russo-azerbaïdjanaise».
L'agence a reçu le diplôme du Centre de presse Zardabi pour sa couverture active des secteurs bancaire et du crédit en Azerbaïdjan.
L'agence de presse Trend a reçu le prestigieux prix national Ugur en 2014. Ce prix est décerné chaque année dans différentes nominations aux entreprises qui ont joué un rôle important dans le renforcement et le développement de l'économie et des affaires.
L'agence de presse Trend a reçu le prix Ugur dans la nomination "Pour sa contribution à l'échelle internationale à la sphère de l'information et de l'analyse".
L'agence a reçu un prix spécial de la presse de l'Organisation internationale de la culture turque (TURKSOY) pour sa contribution au développement de l'organisation et à la large diffusion de la culture turque dans le monde.
L'Académie eurasienne de la télévision et de la radio et l'agence de presse russe RIA Novosti ont reconnu l'agence de presse Trend comme la ressource la plus dynamique d'Eurasie en 2008. L'agence a reçu le «Prix de la marque Azerbaïdjan» dans la nomination «Agence de presse exclusive de l'année» en 2009.
L’agence de presse Trend a reçu le prix «Progress» pour sa «contribution significative à la formation d’un espace commun d’information dans la région eurasienne et au développement des relations entre l’Azerbaïdjan et la Russie».
L'agence est devenue membre associé de l'Association mondiale des journaux et des éditeurs de presse (WAN-IFRA), la plus grande organisation et la plus fiable au monde, réunissant 18000 publications imprimées et environ 15000 sites Web, des représentants de médias et d'autres acteurs industriels du monde entier. 
L'agence a rejoint l'Organisation des agences de presse Asie-Pacifique (OANA).
L'agence de presse Trend a été reconnue comme "la meilleure entreprise de médias" en Azerbaïdjan en 2006-2007.